# Thomas Goiginger
Thomas Goiginger (Linz, 15 marzo 1993) è un calciatore austriaco, centrocampista del Blau-Weiß Linz.

## Carriera

### Club
Ha esordito in Fußball-Bundesliga il 17 settembre 2014 con la maglia del Grödig in occasione del match pareggiato 0-0 contro l'Altach.

### Nazionale
Nel 2019 ha giocato una partita nella nazionale austriaca.